# Austrálie na Zimních olympijských hrách 2014
Austrálie se zúčastnila Zimních olympijských her 2014 v Soči v Rusku, které probíhaly od 9. do 25. února 2018. Reprezentovalo ji 60 sportovců v 11 sportech. Austrálie na těchto hrách získala celkem dvě stříbrné a jednu bronzovou medaili.

## Medailisté
| Medaile | Jméno            | Sport                | Soutěž                 |
| ------- | ---------------- | -------------------- | ---------------------- |
| Stříbro | Torah Brightová  | Snowboarding         | Ženy U rampa           |
| Stříbro | David Morris     | Akrobatické lyžování | Muži akrobatické skoky |
| Bronz   | Lydia Lassilaová | Akrobatické lyžování | Ženy akrobatické skoky |